# Pesäpallo bei den Olympischen Spielen
Pesäpallo, auch bekannt als die finnische Art des Baseball, war bisher lediglich einmal als Demonstrationssportart bei den Olympischen Sommerspielen 1952 in Helsinki vertreten. Es fand ein einziges Spiel mit verkürztem Zeitplan zwischen einer Auswahl des finnischen Baseball-Verbands und des finnischen Arbeitersportverbands am 31. Juli im Olympiastadion Helsinki statt, welches 8:4 endete. Der feierliche erste Wurf (Pitch) wurde von Lauri Pihkala geworfen, der den Sport erfunden hatte.